# Nocturnes (Chopin)
Frédéric Chopin komponierte seine 21 Nocturnes als Solostücke für Klavier zwischen 1827 und 1846.

## Entwicklung des Klaviernocturne
Zwischen 1814 und 1836 veröffentlichte der irische Klaviervirtuose und Komponist John Field als vermutlich erster Komponist Klavierstücke unter der französischen Bezeichnung „Nocturnes“. Der bereits romantische Duktus (in verschiedenen Ausgaben zum Teil „Romances“ genannt) des im Verhältnis zu Chopin eine Generation Älteren beeinflusste die Nocturnes des Jüngeren unmittelbar. Field verwebt in seinen variablen Liedformen schon die typischen „Gesangsverzierungen“ wie dieser und zeigt darüber hinaus auch dramatisch-bewegte Momente und Entwicklungen, wie sie Chopins Nocturnes später charakterisieren.
Auch die Klaviermusik der Polin Maria Szymanowska sowie manche Moments musicaux und Impromptus von Franz Schubert können als geistesverwandte Vorgänger betrachtet werden, die Hand in Hand mit der klanglich-technischen Weiterentwicklung des Hammerflügels und im Falle von Maria Szymanowska der Salonkultur entstanden.
Als romantisches Solostück der Klaviermusik ist das Nocturne heute besonders mit Chopins Namen verbunden. Er schrieb einundzwanzig Nocturnes, zusammengefasst unter dreizehn verschiedenen Opus-Zahlen.

## Chopins Nocturnes
Die vielschichtigen, oft schwermütigen Charakterstücke Chopins zeigen und beleuchten eines der Zentren seiner Musik, die Melodie, deren Sanglichkeit viel vom Belcanto italienischer Opernarien – etwa von Vincenzo Bellini und Gioachino Rossini – zeigt.
In keiner anderen Gattung übertrug Chopin die Ausdrucksmöglichkeiten des menschlichen Kunstgesanges – speziell der Oper – so direkt auf sein Medium, das Klavier. Diese musikalischen Raffinessen waren ihm durch Opernbesuche im Teatr Wielki (Warschau) und Aufenthalte in Berlin, Wien und Paris vertraut. Schon als Kind hörte er die berühmte italienische Sängerin Angelica Catalani, die ihre Belcantokunst bei einem Kastraten lernte. Er arbeitete immer wieder mit Musikern, wie der Pariser Opernsängerin und Komponistin Pauline Viardot-Garcia zusammen, die er bei Konzerten begleitete und deren Lieder er mit ihr aufführte. Die feingliedrigen Fiorituren und Portamenti seines Klaviersatzes sind dem Gesang abgelauscht. Dabei entfalten sich die von der rechten Hand gespielten Melodie-Bögen über dem Klangteppich der am Geschehen beteiligten Begleitfiguren der linken Hand, deren modulatorische Verflechtungen – häufig bereichert durch latente Mehrstimmigkeit – den träumerischen und dunklen Charakter der Stücke tragen.
Die Nocturnes 1 bis 18 sind zu Lebzeiten Chopins, die früher komponierten Stücke 19 bis 21, entgegen Chopins ausdrücklichem Wunsch, erst postum veröffentlicht worden.

### Einzelheiten
Chopins Nocturnes beruhen auf unterschiedlichen Liedformen. Bei denjenigen in A-B-A-Form zeigt der Mittelteil (B) oft einen Takt- beziehungsweise Tonartwechsel und/oder ein dramatisch und schneller (selten langsamer) verlaufendes Tempo, als der in der Regel elegische A-Teil.
Beispiele:
- F-Dur/f-Moll op. 15, 1, mit dem Wechsel Andante cantabile/Con fuoco
- Fis-Dur op. 15, 2, mit Larghetto/Doppio movimento
- fis-Moll/Des-Dur op. 48, 2, mit Andantino/Molto più lento

Einige Nocturnes lassen erkennen, dass Chopin Fields Vorbildern folgte.
Beispiel:
- Das zweite Nocturne in Es-Dur opus 9, 2 steht nach Faktur und Konzeption Fields in derselben Tonart stehendem Werk nahe. Beispielsweise sind bei beiden Stücken die Akkordumkehrungen der linken Hand sehr ähnlich. Die sangliche und weitgeschwungene Melodie mit ihrer von Ornamentik umspielten Kantilene wird durch die einprägsame Begleitung mit einer Harmonik unterlegt, die das fließende Klanggeschehen bereits im ersten Takt charakteristisch verdunkelt. So schafft das mit der Tonika Es dissonierende D im Bass eine Spannung, die sich im zweiten Takt durch die Ausweichung nach f-Moll löst. Schon in dieser ersten Periode verwendet Chopin chromatische Veränderungen und Zwischendominanten und verzichtet auf die traditionelle Akkordfolge der Kadenz.[5]

So sehr die Nocturnes durch die Kunst der melodischen Erfindung geprägt sind, so wenig ist die melodische Linie für sich allein zu betrachten. Sie steht in Beziehung zur differenzierten und kunstvollen Begleitung, aus deren Geflecht sich bisweilen eigene Linien und eine latente Mehrstimmigkeit entfalten. Zu der zunächst (monophonen) Melodie treten Nebenstimmen, oder aus Einzeltönen der Begleitharmonien der linken Hand entstehen rhythmisch versetzte Melodien.
Beispiele:
- cis-Moll op. 27, 1, rechte Hand Takte 20–26
- As-Dur op. 32, 2, linke Hand Takte 14 und 19 f, immer wieder bis zum Ende.

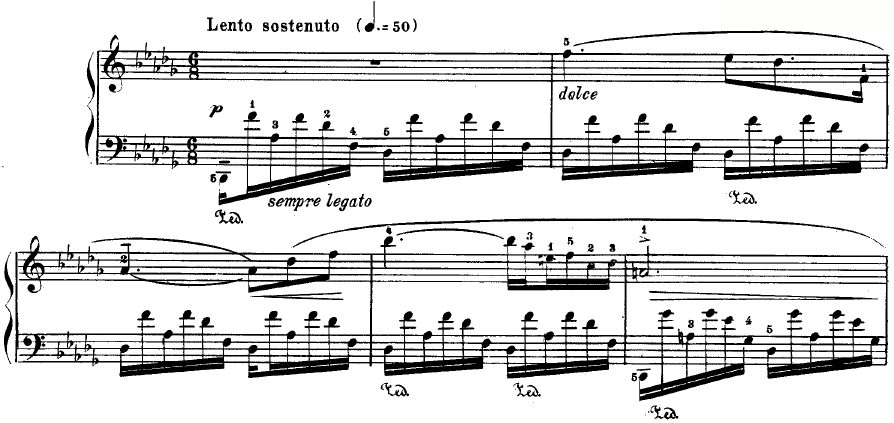
Erste Takte von op. 27.2

Bei einigen Nocturnes herrscht die verhaltene, nächtlich-elegische Stimmung vor und die Melodie entfaltet sich über einer gleichmäßig laufenden Begleitung:
Beispiele:
- g-Moll, op. 15, 3
- Des-Dur op. 27, 2
- g-Moll op. 37, 1

An anderen Stellen aber – wie dem Mittelteil des cis-Moll-Nocturnes opus 27, 1, vor allem aber dem balladenhaften Werk in c-Moll opus 48, 1 mit dem dramatisch sich steigernden Mittelteil und dem vollgriffigen Schluss (doppio movimento, agitato) mit Triolen- und 16tel-Akkorden – zeigt sich der Komponist von seiner kraftvoll-leidenschaftlichen Seite, wie sie in den Scherzi, Balladen und der zweiten und dritten Klaviersonate zum Ausdruck kommt.
Beispiel:

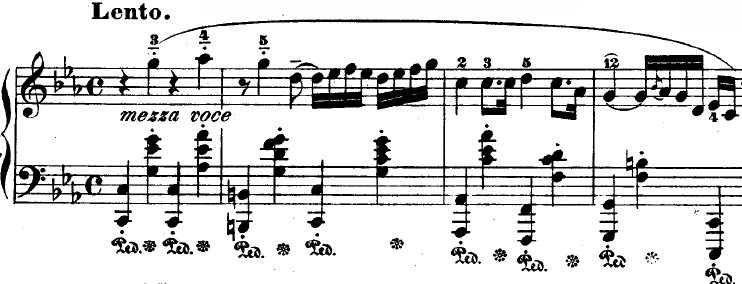
Die ersten Takte von op. 48.1

- Das expressive c-Moll-Stück op. 48, 1 mit seiner einfachen und diatonischen Anfangsmelodie ist von Ernst und Pathos geprägt und vermittelt durch den langsamen Schritt der Begleitung zunächst den Eindruck eines feierlichen Marsches.[5] Unterschiedliche Gestaltungsmittel wie Synkopen (Takte 2 und 4), ungewöhnliche Intervallschritte sowie jäh beendete Phrasen (Takte 4 und 8) ergeben bereits jetzt eine gewisse Unruhe der Melodie, die den im B-Teil folgenden Ausbruch ankündigt. Chopin führt das Thema weiter und kann dabei die melodische Spannung des Anfangs halten und mit neuen Farben des Ausdrucks bereichern. Er verzichtet auf die, auch von ihm, oft verwendete mechanisch-konventionelle Wiederholung und stellt die wiederkehrenden Hauptmotive (in den Takten 5 und 6, sowie 17 und 18) in einem neuen harmonischen Gewand dar.[5]

#### Posthum veröffentlichte Nocturnes
Einem Brief Camille Pleyels an Chopins Schwester Louise Jedrzejewicz vom 12. Dezember 1853 ist zu entnehmen, dass Chopin nicht wollte, dass seine frühen Jugendwerke, darunter zwei von ihm selbst Nocturne genannte Klavierstücke und ein von seiner Schwester so benanntes, veröffentlicht werden. Dieser Wunsch wurde nicht beherzigt.
- Schon das frühe Nocturne des Siebzehnjährigen in e-Moll op. 72, 1 (Œuvre posthume) gehört mit seinem leidenschaftlichen Ausdruck, der schwebenden Harmonik und den singenden Kantilenen zu den charakteristischen Werken des Komponisten.[4]

- Von den weiteren postum veröffentlichten Stücken erfreut sich das 1827 komponierte Nocturne in cis-Moll (Lento con gran espressione) mit seinem schmerzlichen Charakter und seinen harmonisch raffinierten Begleitfiguren großer Beliebtheit. Der allerdings erst später gegebene Titel Nocturne stammt von Chopins ältester Schwester Ludwika Jędrzejewicz, der das Werk gewidmet war und die ein Verzeichnis der nicht herausgegebenen Stücke anlegte. In dem häufig gespielten Stück zitiert Chopin zudem Motive anderer eigener Kompositionen, so eins aus dem frühen Konzert f-Moll, ohne dabei dessen melancholische Schönheit und Einheitlichkeit zu mindern.[15]

#### Bearbeitungen
Beispiele:
- Von dem populären, rondoartigen Nocturne opus 9, 2 gibt es mehrere Bearbeitungen; so wurde es von Pablo de Sarasate für Violine bearbeitet.
- Eine bis heute ungedruckte Bearbeitung des Nocturne As-Dur opus 32, 2 stammt von Igor Fjodorowitsch Strawinski, er instrumentierte es für Orchester. Aufgeführt wurde diese Fassung in Paris am 2. Juni 1909 bei der Aufführung des  Balletts Les Sylphides.[16]

## Werkgruppen
| op. 9                                                                                   | op. 15                                                                               | op. 27                                                                        | op. 32                                                                                        | op. 37                                                   |
| --------------------------------------------------------------------------------------- | ------------------------------------------------------------------------------------ | ----------------------------------------------------------------------------- | --------------------------------------------------------------------------------------------- | -------------------------------------------------------- |
| À Madame Camille Pleyel (1833) Nr. 1, b-Moll, 6/4 Nr. 2, Es-Dur, 12/8 Nr. 3, H-Dur, 6/8 | À Monsieur F. Hiller (1833) Nr. 1, F-Dur, 3/4 Nr. 2, Fis-Dur, 2/4 Nr. 3, g-Moll, 3/4 | À Madame la Comtesse d'Appony (1835) Nr. 1, cis-Moll, 4/4 Nr. 2, Des-Dur, 6/8 | À Madame la Baronne de Billing, née de Courbonne (1837) Nr. 1, H-Dur, 4/4 Nr. 2, As-Dur, 4/4  | Ohne Widmung (1840) Nr. 1, g-Moll, 4/4 Nr. 2, G-Dur, 6/8 |
| op. 48                                                                                  | op. 55                                                                               | op. 62                                                                        | op. 72                                                                                        | ohne Werknummer                                          |
| À Mademoiselle Laure Duperré (1841) Nr. 1, c-Moll, 4/4 Nr. 2, fis-Moll, 4/4             | À Mademoiselle J. W. Stirling (1844) Nr. 1, f-Moll, 4/4 Nr. 2, Es-Dur, 12/8          | À Mademoiselle R. de Könneritz (1846) Nr. 1, H-Dur, 4/4 Nr. 2, E-Dur, 4/4     | postum (1855) Nr. 1, e-Moll, 4/4 (72.2 ist ein Trauermarsch. 72.3 sind drei frühe Polonaisen) | (1870) cis-Moll c-Moll                                   |